# Falkenbach
Falkenbach est un groupe de folk et viking metal allemand, originaire de Düsseldorf. Falkenbach signifie « Le ruisseau des faucons ». Vratyas Vakyas, actuellement l'unique membre du groupe, est retourné s'installer en Allemagne après quelques années passées dans sa jeunesse en Islande.

## Biographie
Falkenbach est formé en 1989 avec la sortie de la première démo du groupe, Havamal, limité à neuf exemplaires. Dans un premier temps, le groupe s'oriente dans une musique très folklorique, avec guitare acoustique, percussions et chants clairs, avant de s'orienter progressivement vers le heavy metal.
En 1995, le groupe se lance dans l'enregistrement de son premier album, Fireblade, mais à cause de problèmes d'équipements, l'album est arrêté avant le mixage. Fireblade ne sera jamais publié. La même année, le groupe commence à enregistrer l'album ...En their medh ríki fara... qui se termine en mars 1996. Après la sortie de ...Magni blandinn ok megintiri..., Vratyas met un terme à la musique pour se consacrer à son label, Skaldic Art Productions.
En 2003, Vratyas revient en studio avec trois autres musiciens et amis proches pour enregistrer l'album Ok nefna tysvar Ty. L'album suivante de Falkenbach, Heralding – The Fireblade, est enregistré en août et septembre 2005. Il est prévu pour novembre 2005. Il comprend des chansons issues de l'album Fireblade et des démos retravaillées. En 2006, Skaldic Arts Productions publie un album tribute intitulé An Homage to Falkenbach. Il comprend deux parties, limitées à 500 exemplaires. Il contient 16 reprises de chansons de groupes comme Eluveitie, Folkearth et Bewitched.
Le 28 janvier 2011, le groupe annonce la sortie de son cinquième album Tiurida pour le 1er août 2011. Vratyas Vakyas signe avec Prophecy Productions signé. Le 26 avril 2013, la chanson Eweroun est publiée en format vinyle et limitée à 500 exemplaires. Le 1er novembre sort l'album Asa.

## Style musical
Leur style musical se compose de chants clairs à partir de leur troisième album, et de quelques instruments folkloriques traditionnels germains (comme beaucoup de groupes païens). Les textes de Falkenbach sont pour la plupart écrits en anglais, mais on y trouve également du vieil islandais, du latin et du vieil allemand. Ces textes sont inspirés pour la plupart des Eddas, recueils poétique païen islandais.